# Семела
Семела је у грчкој митологији била кћи тебанског краља Кадма и Хармоније, а мајка бога Диониса.

## Митологија
Семела је била једна од Зевсових љубавница и када је зачела божанско дете, привукла је пажњу Хере, Зевсове законите супруге. У жељи да јој напакости, Хера је преузела лик Бероје, Семелине дојкиње и наговорила је да затражи од Зевса да јој се прикаже у свој својој моћи — баш онако како се приказивао самој Хери. Семела је најпре изнудила обећање од Зевса да ће јој испунити жељу, а потом затражила оно што ју је Хера саветовала. Зевс није могао да прекрши дату реч, али је са жаљењем учинио оно што је Семела тражила; призвао је облаке, кишу и ветрове и приказао се као громовник. Изабрао је најслабију муњу, али и она је била довољна да убије Семелу, а њене одаје претвори у рушевине. Своје нерођено дете је ипак спасио од огња, тако што га је примио у сопствено бедро и однео на Олимп. Међутим, Дионис је касније вратио своју мајку из света мртвих, подмитивши Хада тако што му је подарио мирту. Одвео ју је на Олимп, где ју је уврстио међу богове, дајући јој име Тиона.
Према другом предању, Семелу је убио њен отац Кадмо, тако што ју је по порођају заједно са дететом затворио у ковчег и бацио у море. Ковчег је доспео до обале Лаконије, где су њени становници пронашли још живо дете и предали га на чување Инони, Атамантовој супрузи.